# Clavatula tripartita
Clavatula tripartita is een slakkensoort uit de familie van de Clavatulidae. De wetenschappelijke naam van de soort is voor het eerst geldig gepubliceerd in 1876 door Weinkauff.